# Liste der chilenischen Botschafter in Frankreich
Die chilenische Botschaft befindet sich in 2, Avenue de La Motte-Picquet, Paris.
Der Botschafter in Paris ist regelmäßig auch bei der UNESCO akkreditiert.
Der Botschafter in Paris war regelmäßig auch beim Völkerbund akkreditiert.
| Ernannt       | Name                         | Bemerkungen | ernannt während der Regierung von | akkreditiert während der Regierung von | Posten verlassen |
| ------------- | ---------------------------- | --- | --------------------------------- | -------------------------------------- | ---------------- |
| 15. Jan. 1831 | Miguel de la Barra           | Geschäftsträger | Fernando Errázuriz Aldunate       | Louis-Philippe I.                      |                  |
| 8. Aug. 1836  | Francisco Javier Rosales     | Geschäftsträger (* 1799; † 1875) Im April 1838 wurde seine Ernennung zum Ministre plénipotentiaire beim Heiligen Stuhl ausgeweitet.                                    | Fernando Errázuriz Aldunate       | Louis-Philippe I.                      | 1853             |
| 29. Nov. 1834 | Joaquín Tocornal             | | Fernando Errázuriz Aldunate       | Louis-Philippe I.                      |                  |
| 27. Jan. 1853 | Manuel Blanco Encalada       | außerordentlicher Gesandter und Ministre plénipotentiaire | Manuel Montt Torres               | Napoleon III.                          |                  |
| 10. Jan. 1863 | Franscico Javier Rosales     | außerordentlicher Gesandter und Ministre plénipotentiaire | José Joaquín Pérez Mascayano      | Napoleon III.                          |                  |
| 1. Dez. 1869  | Alberto Blest Gana           | außerordentlicher Gesandter und Ministre plénipotentiaire | José Joaquín Pérez Mascayano      | Napoleon III.                          |                  |
| 26. Sep. 1887 | Carlos Antunez               | außerordentlicher Gesandter und Ministre plénipotentiaire | José Manuel Balmaceda             | Marie François Sadi Carnot             |                  |
| 6. März 1891  | Augusto Matte                | Agente Confidencial | Jorge Montt Álvarez               | Marie François Sadi Carnot             |                  |
| 7. Sep. 1891  | Augusto Matte                | außerordentlicher Gesandter und Ministre plénipotentiaire | Jorge Montt Álvarez               | Marie François Sadi Carnot             |                  |
| 28. Feb. 1897 | Ramón Barros Luco            | außerordentlicher Gesandter und Ministre plénipotentiaire. | Federico Errázuriz Echaurren      | Félix Faure                            |                  |
| 21. März 1900 | Enrique Salvador Sanfuentes  | außerordentlicher Gesandter und Ministre plénipotentiaire | Federico Errázuriz Echaurren      | Émile Loubet                           |                  |
| 1903          | Diego Dublé Urrutia          | | Aníbal Zañartu                    | Émile Loubet                           |                  |
| 12. Nov. 1908 | Federico Puga Borne          | außerordentlicher Gesandter und Ministre plénipotentiaire | Pedro Montt Montt                 | Armand Fallières                       |                  |
| 21. Nov. 1918 | Maximiliano Ibañez           | außerordentlicher Gesandter und Ministre plénipotentiaire | Juan Luis Sanfuentes Andonaegui   | Raymond Poincaré                       |                  |
| 6. Mai 1922   | Armando Quezada Acharán      | außerordentlicher Gesandter und Ministre plénipotentiaire | Arturo Alessandri Palma           | Alexandre Millerand                    |                  |
| 1931          | Arturo Alemparte Quiroga     | außerordentlicher Gesandter und Ministre plénipotentiaire | Pedro Opazo                       | Paul Doumer                            |                  |
| 1939          | Gabriel González Videla      | | Pedro Aguirre Cerda               | Albert Lebrun                          | 1940             |
| 1944          | Óscar Schnake                | | Juan Antonio Ríos Morales         | Charles de Gaulle                      | 1947             |
| 1946          | Joaquín Fernández Fernández  | | Alfredo Duhalde                   | Félix Gouin                            | 1952             |
| 1953          | Juan Bautista Rossetti       | | Carlos Ibáñez del Campo           | Vincent Auriol                         | 1959             |
| 4. März 1965  | Enrique Bernstein Carabantes | | Eduardo Frei Montalva             | Charles de Gaulle                      |                  |
| 24. Nov. 1971 | Pablo Neruda                 | | Salvador Allende                  | Georges Pompidou                       | 1972             |
| 24. Okt. 1975 | Javiera Errázuriz            | | Augusto Pinochet                  | Valéry Giscard d’Estaing               |                  |
| 1980          | Juan José Fernández Valdés   | (* 1925; † 17. September 2008) 1983–1990 Botschafter in Lima | Augusto Pinochet                  | Valéry Giscard d’Estaing               | 1983             |
| 1990          | José Miguel Barros Franco    | | Patricio Aylwin Azócar            | François Mitterrand                    | 1994             |
| 1993          | José Manuel Morales Tallar   | (* 16. März 1941 in Santiago de Chile) Wirtschaftswissenschafter, Sohn von Hilda Tallar Buzeta und Manuel Morales Suarez Général des armées, heiratete Rosario Gatica. | Patricio Aylwin Azócar            | François Mitterrand                    |                  |
| 2000          | Alejandro Rogers             | Geschäftsträger | Ricardo Lagos Escobar             | Jacques Chirac                         | 2003             |
| 2003          | Marcelo Schilling            | | Ricardo Lagos Escobar             | Jacques Chirac                         | 2004             |
| Nov. 2004     | Hernán Sandoval Orellana     | | Ricardo Lagos Escobar             | Jacques Chirac                         | Mai 2006         |
| Apr. 2006     | Pilar Armanet                | | Michelle Bachelet                 | Jacques Chirac                         | März 2010        |
| März 2010     | Jorge Edwards                | | Sebastián Piñera                  | Nicolas Sarkozy                        |                  |